# لنگتون بای رگبی
لنگتون بای رگبی (به انگلیسی: Langton by Wragby) یک محله مدنی و روستا در بریتانیا است که در لیندسی شرقی واقع شده‌است.